# Administrateur des services de l'Assemblée nationale
Un administrateur de l’Assemblée nationale est, en France, un haut fonctionnaire œuvrant à l’Assemblée nationale.

## Recrutement
Les administrateurs de l’Assemblée nationale sont exclusivement recrutés par un concours administratif externe de catégorie A+, considéré comme l’un des plus difficiles de l’administration avec le concours de l'INSP et le concours d’administrateur du Sénat. Le concours a généralement lieu tous les deux ans. Environ 5 à 10 postes sont alors ouverts (7 lors de l’édition 2013 et 20 en 2024) sur liste principale, et autant sur liste complémentaire.

## Emploi
Les administrateurs constituent la catégorie la plus élevée de l’administration de l’Assemblée nationale. Ils ont pour mission d’assister les députés dans l’exercice de leur mandat, en leur apportant une compétence technique, quelle que soit leur couleur politique, et effectuent des travaux de recherche, de conception et de rédaction, notamment dans les domaines juridiques et économiques.

Le profil des fonctionnaires parlementaires a ainsi été tracé par Michel Ameller, ancien secrétaire général de l’Assemblée nationale : 
«  Une technicité de haut niveau résultant de la difficulté des concours, moyen exclusif de recrutement ; une disponibilité totale de jour et de nuit, tout au long de l’année, une neutralité absolue découlant de l’honneur de servir tous les parlementaires sans distinction d’appartenance.  »

## Statut
Le principe de séparation des pouvoirs entraîne également l’autonomie administrative et financière des Assemblées. Le statut de leur personnel est dès lors particulier. Les fonctionnaires parlementaires font partie de la fonction publique d’État mais sont indépendants du pouvoir exécutif. Leur statut relève donc d’un règlement intérieur pris par le Bureau de l’Assemblée nationale.
Depuis l’ordonnance du 17 novembre 1958, la juridiction administrative est appelée à connaître de tous les litiges d’ordre individuel concernant les agents des services des assemblées parlementaires. Ils bénéficient également des principes généraux du droit français et des garanties fondamentales reconnues à l’ensemble des fonctionnaires. 
Les administrateurs des assemblées, comme les autres fonctionnaires, ne sont pas des citoyens « spéciaux » : ils disposent du droit de vote, et peuvent faire acte de candidature électorale. Ils sont soumis au devoir de réserve et à une stricte obligation de neutralité politique dans l’exercice de leurs fonctions, ainsi qu’à une discrétion professionnelle pour tout ce qui concerne les faits et informations dont ils ont pu avoir connaissance dans l’exercice ou à l’occasion de l’exercice de leurs fonctions. Ils ne peuvent exercer à titre professionnel une activité privée lucrative de quelque nature que ce soit.
La rémunération des administrateurs des assemblées se classe parmi les plus hautes rémunérations de la fonction publique française. Pour le premier grade du cadre des administrateurs, les indices s’échelonnent de 411 à 881 hors-échelle A1. Des indemnités, dont les conditions d’attribution sont arrêtées par les questeurs compte tenu des sujétions particulières du travail dans l’administration parlementaire, complètent le traitement indiciaire. Les administrateurs sont admis de droit à la retraite à 65 ans.

## Mobilité
La mobilité interne se traduit par les changements d’affectation en cours de carrière, entre les différents services et commissions de l’Assemblée nationale.
Traditionnellement, au nom de l’autonomie administrative des assemblées, la mobilité externe des fonctionnaires parlementaires est relativement faible, mais elle s’est récemment[Quand ?] développée. Le détachement est désormais ouvert, sous certaines conditions, notamment vers des parlements étrangers, des organisations internationales, des autorités juridictionnelles, des autorités administratives indépendantes, des entreprises publiques, des établissements publics nationaux, et des collectivités territoriales. Les cabinets ministériels leur sont également ouverts.

## Administrateurs célèbres
Assemblée
- Hervé Morin: ancien ministre de la Défense.
- Corinne Luquiens : membre du Conseil constitutionnel.
- Michel Ameller : membre du Conseil constitutionnel.
- Jean-Louis Pezant : membre du Conseil constitutionnel.
- Daniel Garrigue : ancien député-maire de Bergerac.
- Pervenche Berès : députée européenne.
- Louis-Dominique Girard, administrateur de la Chambre des Députés.

## Secrétaires généraux
- 1875-1884 : Jules Poudra
- 1885-1925 : Eugène Pierre
- 1925-1940 : Paul Carrier
- 1946-1971 : Émile Blamont
- 1971-1977 : Jean Lyon
- 1977-1984 : Paul Borgniet
- 1984-1985 : Paul Amiot
- 1985-1992 : Michel Ameller
- 1992-2002 : Pierre Hontebeyrie
- 2002-2003 : Jean-Louis Pezant
- 2003-2010 : Yves Michel
- 2010-2016 : Corinne Luquiens
- 2016-2023 : Michel Moreau
- Depuis 2023 : Damien Chamussy